# Kapuzinerkirche Wolfsberg

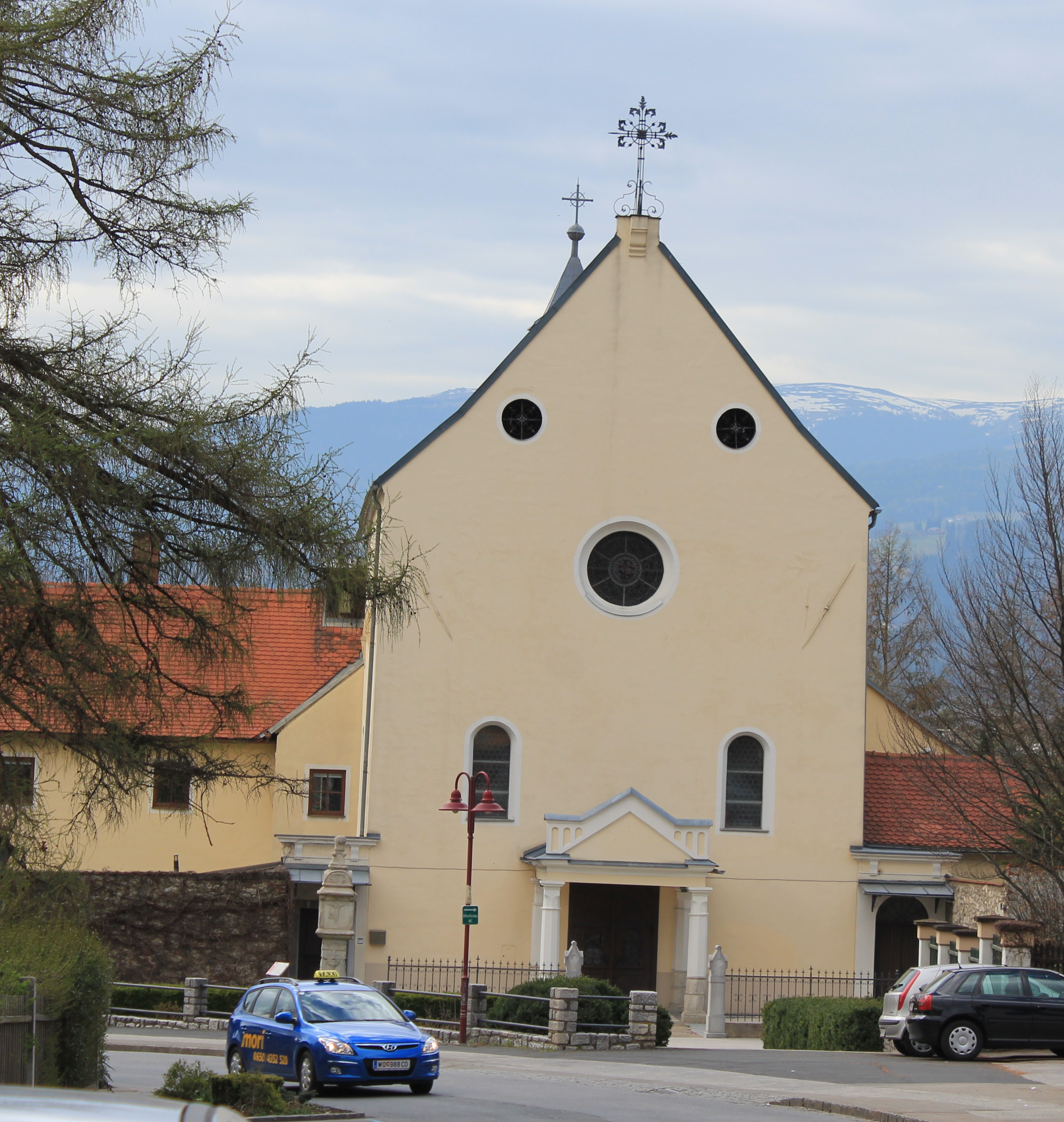

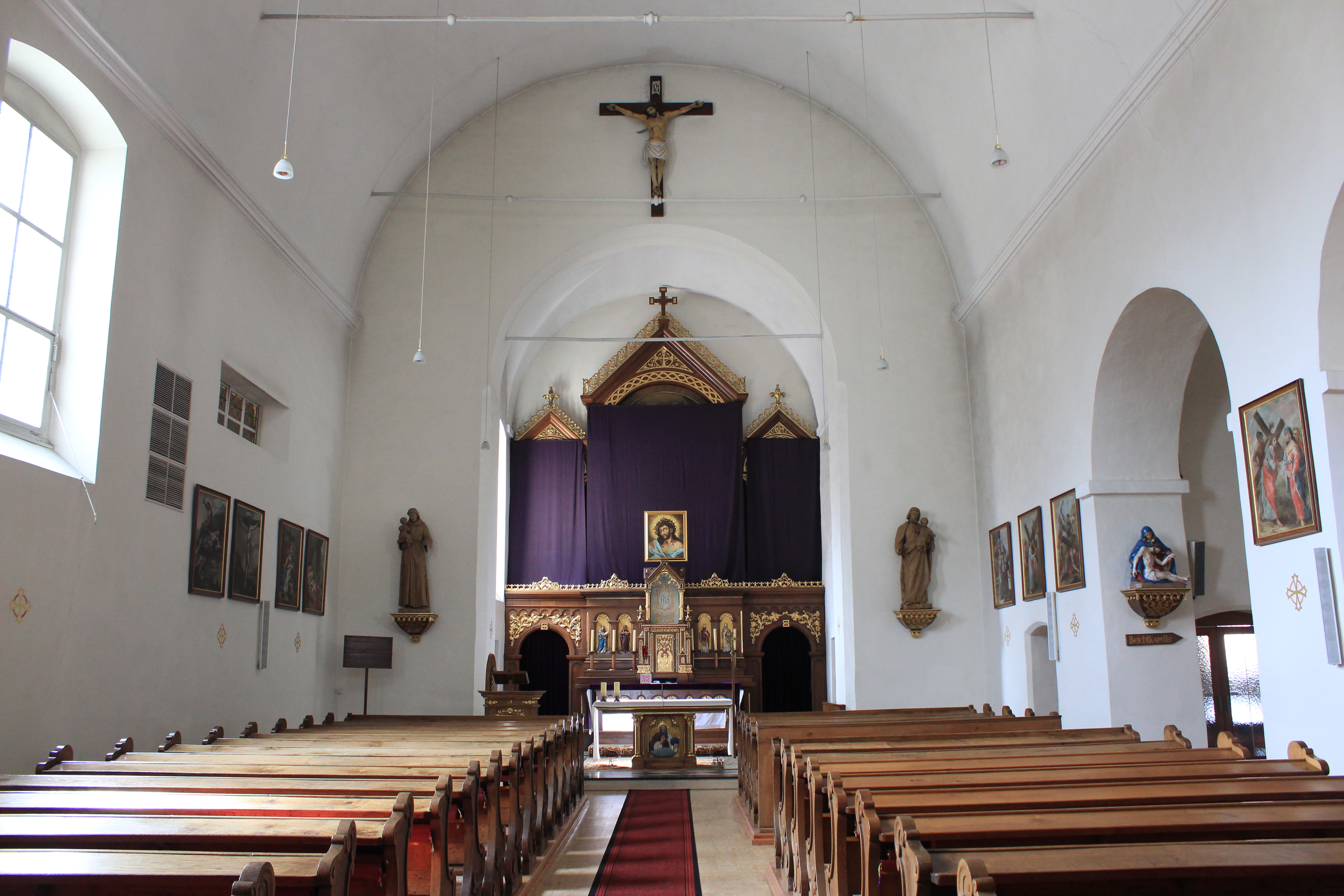
Innenansicht

Die ehemalige Kapuzinerkirche in Wolfsberg mit dem Patrozinium des Festes Mariä Himmelfahrt ist heute eine Rektoratskirche der römisch-katholischen Pfarre St. Markus.

## Geschichte
1623 ließen sich die Kapuziner in Wolfsberg nieder und errichteten zwischen 1634 und 1638 die Kirche und das Kloster. Der Gebäudekomplex wurde nach dem Brand von 1777 erneuert. Nachdem die Kapuziner 2007 die Stadt verließen, übernahmen die Benediktiner des Stiftes St. Paul im Lavanttal Kirche und Kloster.

## Beschreibung
Die schlichte Kirche ist im Langhaus und im eingezogenen Altarraum mit Tonnengewölben ausgestattet. Hinter dem Altarraum befindet sich ein Betchor. An der Nordseite der Kirche ist eine Lourdesgrotte und eine zweijochige Seitenkapelle, die durch eine Holzwand in eine Beicht- und eine Andachtskapelle geteilt ist.
Den historisierenden Hochaltar fertigte 1916 die Kunstwerkstätte Rungaldier in Gröden. Die von Gregor Lederwasch IV der Malerfamilie Lederwasch gemalten Bilder des Hochaltars zeigen in der Mitte Mariä Himmelfahrt, links den heiligen Fidelis von Sigmaringen und rechts den heiligen Josef von Leonisse. An den Triumphbogenwänden sind Holzstatuen der Heiligen Josef und Antonius von Padua aufgestellt. In der Seitenkapelle stehen die Statuen der Heiligen Franziskus und Konrad aus Altötting sowie die Statue des Judas Thaddäus vom Kärntner Künstler Campidell. An der Nordwand des Langhauses ist eine Grabtafel der 1756 verstorbenen Maria Ziegler eingemauert.